# P. D. Q. 바흐
P. D. Q. 바흐(P. D. Q. Bach, 1742년? ~ 1807년)는 피터 쉬클리 교수가 만든 가상의 인물이다. 그의 음악은 뱅가드와 텔락 음반사에서 20여종의 CD가 출간되었다.

## 삶
쉬클리는 P.D.Q. 바흐의 가상적인 삶을 그의 책 《P. D. Q. 바흐의 생애 결정판(1976; New York:  Random House; ISBN 0-394-73409-2)》에서 다음과 같이 기술하고 있다.
P. D. Q. 바흐는 1742년 4월 1일 요한 제바스티안 바흐와 안나 막달레나 바흐사이에서 태어난 아들이다. 쉬클리에 따르면 바흐의 부모는 그의 막내 아들에게 온전한 이름 대신 그냥 "P. D. Q."라는 이름을 주었다. (사투리로 P.D.Q.는 "좀 빠르다(pretty damn quick)"라는 뜻이다.) 요한 제바스티안 바흐는 P.D.Q에게 음악을 가르치지 않았으며 바흐가 죽으면서 그에게 물려준 것은 작은 악기인 카주였다.
1755년 P. D. Q. 바흐는 톱 연주를 고안해낸 루트비히 잔스토허의 제자가 된다. 1756년 P. D. Q.는 레오폴트 모차르트를 만나 그의 아들 볼프강 아마데우스 모차르트에게 당구치는 법을 가르칠 것을 제안한다. 그 후 P. D. Q. 는 상트페테르부르크에 가서 그의 먼 사촌 레오나르트 지그문트 디트리히 바흐를 만나 그의 딸 베티 수에를 통해 아이를 갖게 된다.
1770년부터 P. D. Q. 바흐는 다른 작곡가의 선율을 훔쳐 음악 작곡을 하기 시작했다. 그는 1807년 5월 5일에 죽는다. 그러나 바흐 집안 사람들이 출생 년도를 요한 제바스티안 바흐가 죽은 날보다 뒤에 오도록 하여 친아들이 아닌 것처럼 보이게 하려고 그의 묘비에 ‘1807-1742’라고 적었다.

## 음악
쉬클리에 따르면 그의 음악은 ‘표절’로 특징지을 수 있다. 그는 다른 사람의 곡을 베껴서 우스꽝스러운 곡을 지어냈다. 그는 당시 음악에서 쓰이지 않았던 악기를 썼는데, 그중에는 트롬분, 하드아트, 라소 다모레, 카주 등이 있으며, 일반적으로 악기로 보이지 않는 풍선이나 자전거도 악기로 썼다. 성악에서는 재채기, 코골기, 울기, 웃기, 소리지르기와 같은 요소도 썼다.
고전 시대에 태어났지만, P. D. Q. 바흐의 음악 중에서는 낭만 시대와 현대 음악의 기법도 드러나 있는 것도 있으며, 심지어는 컨트리 음악과 랩도 있다.